# Nováky
Nováky (prononciation slovaque : [ˈnɔvaːki], hongrois : Nyitranovák [ˈɲitrɒnovaːk]) est une ville de la région de Trenčín en Slovaquie.

## Géographie
Nováky est située entre Partizánske et Prievidza, au bord de la rivière Nitra, entre les monts Strážovské vrchy à l’ouest et Vtáčnik à l’est.

## Histoire
La plus ancienne mention de Nováky remonte à 1113 (Nuovac).

## Industrie
La centrale électrique de Nováky, une centrale thermique brûlant du lignite, est située sur les territoires de Nováky et de Zemianske Kostoľany.

## Démographie

### Évolution de la population
| Année:               | 1994. | 2004.   | 2014.   | 2024.   |
| -------------------- | ----- | ------- | ------- | ------- |
| Nombre de personnes: | 4253  | 4426    | 4270    | 4093    |
| Différence:          |       | +4,06 % | -3,52 % | -4,14 % |

| Année:               | 2023. | 2024.   |
| -------------------- | ----- | ------- |
| Nombre de personnes: | 4136  | 4093    |
| Différence:          |       | -1,03 % |